# جيران (فلم 2014)
جيران  (بالإنجليزية: Neighbors) هو فيلم كوميديا أمريكي صدر في 2014 من إخراج نيكولاس ستولر وتأليف أندرو كوهين وبريندان اوبراين. الفيلم من بطولة سيث روغن وزاك إيفرون وروز بيرن وديف فرانكو وكريستوفر مينتز-بلاز.
قصتة تدور حول زوجين (روغن وبيرن) يعيش بهدوء في إحدى الضواحي مع ابنتهما الرضيعة، حتى ينتقل للعيش بجوارهم أخوية جامعة يقودهم تيدي ساندرز (إيفرون)، فتتأزم العلاقة بينهم بسبب الضجة التي يحدثها الأخوية. صدر الفيلم في الولايات المتحدة في 9 مايو، 2014. تلقى الفيلم مراجعات إيجابية من معظم النقاد.

## بطولة
- سيث روغن
- زاك إيفرون
- روز بيرن
- ديف فرانكو
- كريستوفر مينتز-بلاز

## الاستقبال النقدي
لاقى جيران استحسان النقاد. 74% من المراجعات جائت إيجابية على موقع الطماطم الفاسدة بنائاً على 178 مراجعة نقدية، مع متوسط تقييم 10/6.4. على ميتاكريتيك حاصل على متوسط تقييم 100/68 بناءً على 45 مراجعة.

## روابط خارجية
- مقالات تستعمل روابط فنية بلا صلة مع ويكي بيانات